# Eucteniza atoyacensis
Eucteniza atoyacensis is een spinnensoort uit de familie Cyrtaucheniidae. De soort komt voor in Mexico.